# Lercanidipină
Lercanidipina este un medicament din clasa blocantelor canalelor de calciu, fiind utilizat în tratamentul hipertensiunii arteriale. Calea de administrare disponibilă este cea orală.
Molecula a fost patentată în 1984 și a fost aprobată pentru uz medical în anul 1997.

## Utilizări medicale
Lercanidipina este utilizată în tratamentul hipertensiunii arteriale esențiale, în forme ușoare până la moderate, la adulți.